# Útulňa pod Kečkou
Útulňa pod Kečkou – schronisko turystyczne na przełęczy Bulovský príslop między szczytami Barania hlava i Kečka w Starohorskich Wierchach na Słowacji.
Przy marszu głównym grzbietem Niżnych Tatr i Starohorskich Wierchów wolno nocować według regulaminu Parku Narodowego Niżne Tatry (NAPANT-u) tylko w niektórych miejscach. Przenocowanie w útulni pod Kečkou umożliwia kontynuowanie marszu głównym grzbietem Niżnych Tatr i Starohorskich Wierchów bez konieczności schodzenia na nocleg w dół i ponownego, mozolnego podchodzenia na główny grzbiet.

## Opis
Jest to przystosowany do noclegowania dawny szałas, umożliwiający przespanie się w spartańskich warunkach. Nie jest to typowe schronisko turystyczne, lecz obiekt, który na Słowacji nazywa się útulnią (w języku polskim brak odpowiednika). Znajdują się w nim wieszaki, ławka, piętrowe łóżka i drabinka prowadząca na strych. Naprzeciw drzwi jest okno z ławką pod nim, a obok niego fotografie opisująca historię budynku. Po lewej stronie jest kolejna ławka i stół. Przy drzwiach blat i półka, w rogu piec. Można spać na łóżkach i na podłodze z desek. Jest siedem materacy i łóżka, więc łącznie w schronisku może spać wygodnie dziesięć osób, a w razie potrzeby jeszcze więcej.
Przed utulnią jest kominek, miejsce na ognisko, ławka ze stołem i latryna. Źródło znajduje się około 60 metrów od utulni i jest oznaczone strzałką. Jest to źródło Uhliarský potok, w którym woda płynie przez cały rok.
W sezonie turystycznym przy utulni prowadzony jest bufet.

## Zastrzeżenia
Jest to obiekt samoobsługowy. Śmieci należy zabierać ze sobą. Nie należy również pozostawiać nieskonsumowanego jedzenia i innych przedmiotów. Do palenia ogniska należy wykorzystywać tylko drewno składowane przy domku, dostępna jest na miejscu piła i siekiera. Nie należy zbierać drzewa w lesie, gdyż jest to rezerwat ścisły.  Nie wolno natomiast rozbijać namiotów na hali, ani spać poza budynkiem.

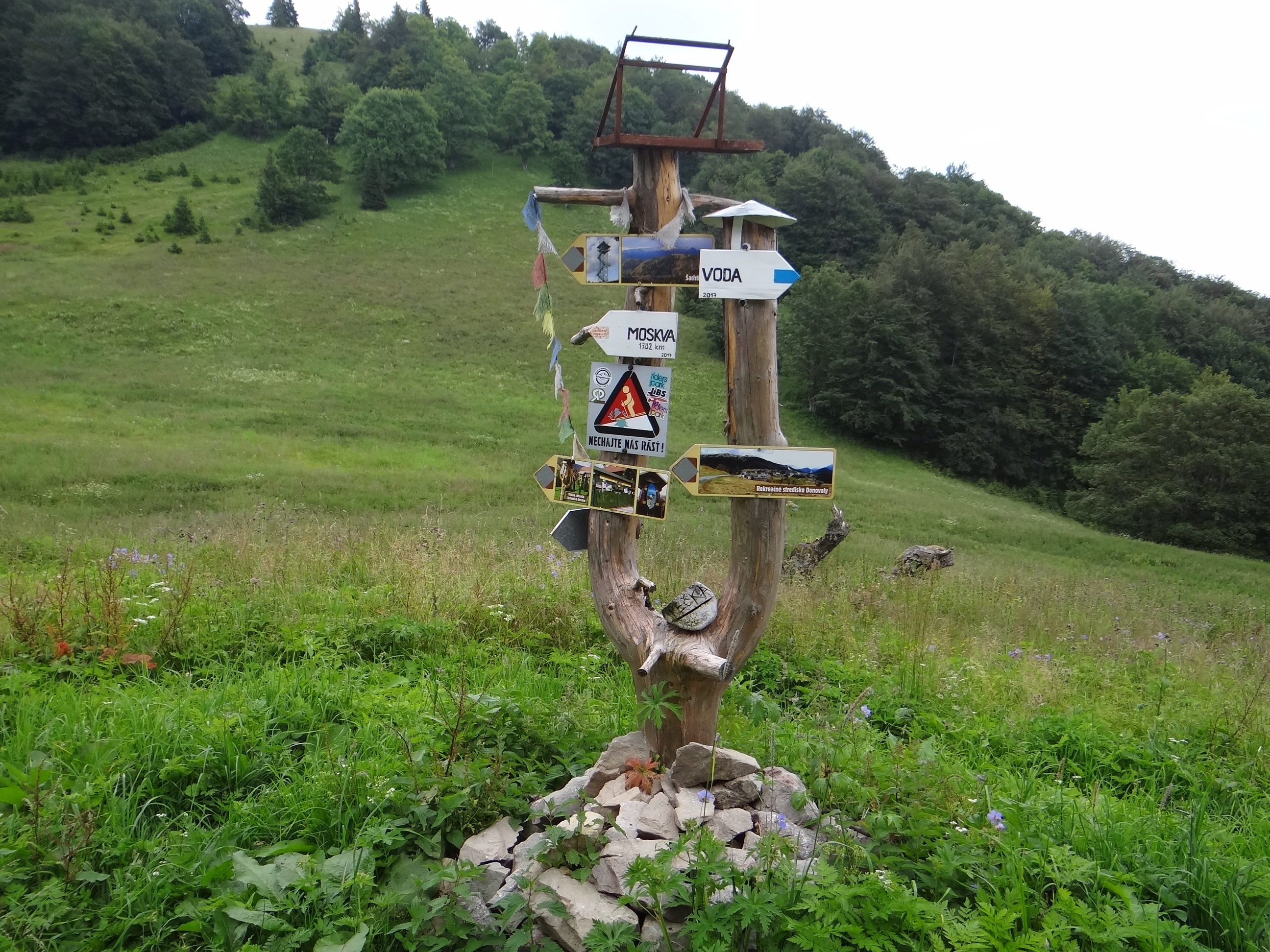
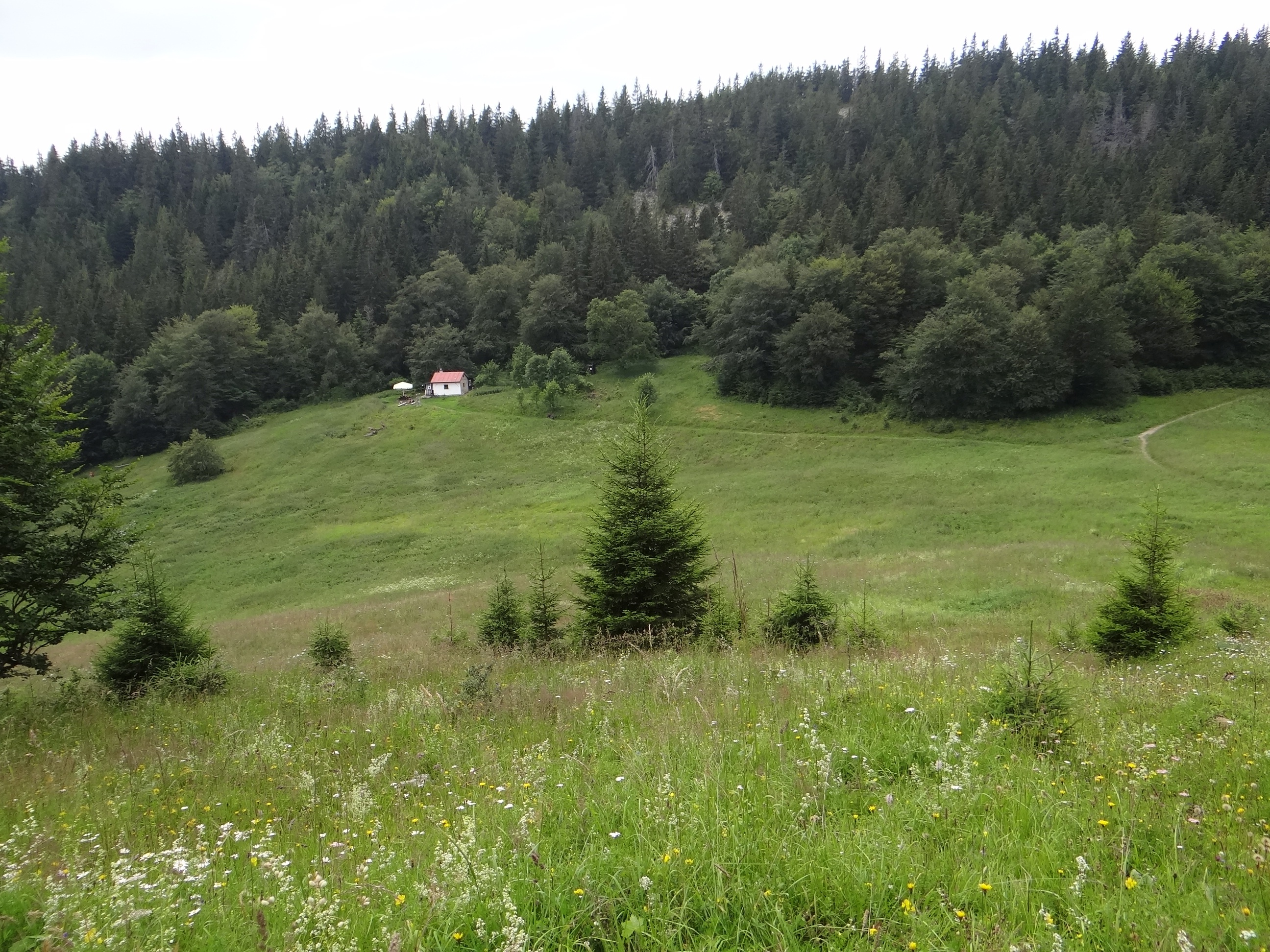
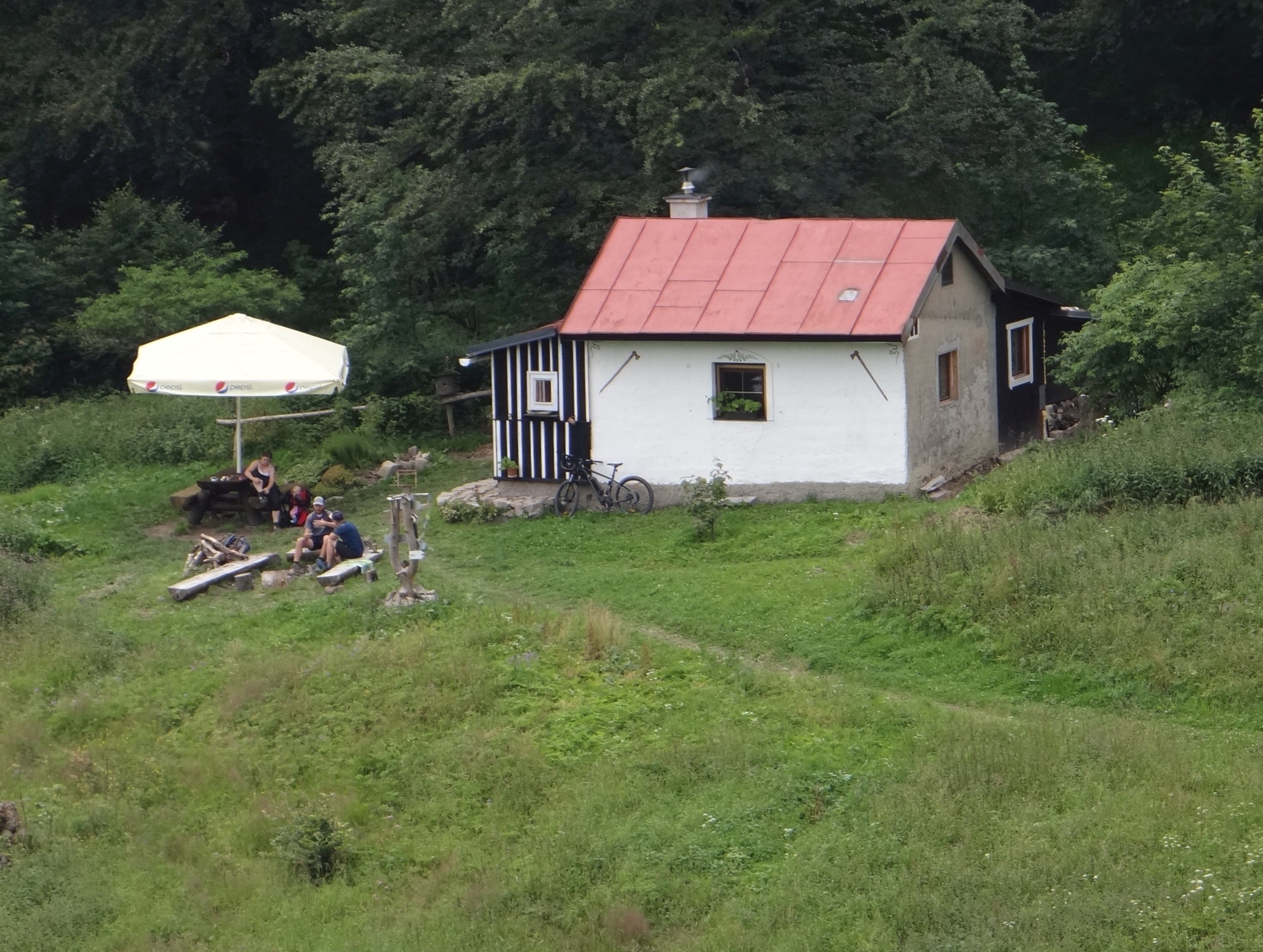